# Viivi Pumpanen
Viivi Pumpanen (* 20. Juli 1988 in Vantaa) ist eine finnische Schauspielerin und Model und Gewinnerin eines Schönheitswettbewerbs.

## Leben und Karriere
Pumpanen wuchs in Vantaa auf. Sie gewann den Titel Miss Suomi 2010. Außerdem vertrat sie Finnland bei Miss Universe 2010. Ihr Debüt gab sie 2011 in der Serie Biisonimafia. Im selben Jahr gewann Pumpanen in der sechsten Staffel der Sendung Tanssii tähtien kanssa. Danach wurde sie 2016 für den Film MC-Helper 3 gecastet. Anschließend nahm sie 2020 an der Sendung Masked Singer Suomi teil.
Von 2021 bis 2023 war sie mit dem Eishockeyspieler verheiratet Otso Rantakari. 2022 spielte Pumpanen in dem Film Free Skate mit. Unter anderem bekam sie eine Nebenrolle in Harjunpää. Am 11. Dezember 2023 wurde sie neben Pilvi Hämäläinen und Benjamin als eine der Gastgeberinnen von Uuden Musiikin Kilpailu 2024 bekannt gegeben.

## Filmografie
Filme
- 2018: MC-Helper 3
- 2021: Luokkakokous 3
- 2022: Free Skate

Serien
- 2011: Biisonimafia
- 2013: Kerran viikossa
- 2022: Harjunpää

Sendungen
- 2011: Tanssii tähtien kanssa
- 2015: Voitolla yöhön
- 2015–2022: Posse
- 2020: Masked Singer Suomi